# Општи избори у Босни и Херцеговини 2022.
Општи избори у Босни и Херцеговини биће одржани 2. октобра 2022. године. Одредиће састав Председништва Босне и Херцеговине, као и националне, ентитетске и кантоналне владе.
Избори за Представнички дом деле се на два; један за Федерацију Босне и Херцеговине и један за Републику Српску. На председничким изборима, свака од три националне заједнице бираће члана Председништва. Актуелни чланови Председништва су Шефик Џаферовић (Бошњак), Милорад Додик (Србин) и Жељко Комшић (Хрват). Странка демократске акције тренутно је највећа странка у Представничком дому са 8 од 42 мандата.

## Позадина
На општим изборима у Босни и Херцеговини 2018. за нове чланове Председништва Босне и Херцеговине изабрани су Шефик Џаферовић из Странке демократске акције (СДА), Милорад Додик из Савеза независних социјалдемократа (СНСД) и Жељко Комшић из Демократског фронта (ДФ), наследивши Бакира Изетбеговића, Младена Иванића и Драгана Човића. СДА је постала највећа странка у Представничком дому, освојивши 9 од 42 мандата.
Било је контроверзи око избора хрватског члана, јер је Жељко Комшић уз помоћ бошњачких бирача победио Драгана Човића (ХДЗ БиХ), при чему је Комшић освојио прво место готово искључиво у општинама без хрватске релативне већине. Резултат је изазвао протесте Хрвата који оптужују Бошњаке за прегласавање и позивају на стварање властитог ентитета или изборне јединице. Наредних дана одржани су протести у граду Мостару.
У данима након избора, неколико општина са хрватском већином прогласило је Комшића personom non grata.
Након избора 2018. године, нови сазив Савета министара потврдио је Представнички дом након једногодишње кризе формирања владе. Зоран Тегелтија из СНСД-а именован је за председавајућег Савета министара 23. децембра 2019. године.
Тегелтијин сазив подржава коалиција СНСД, Хрватска демократска заједница, СДА, ДФ и Демократски народни савез. Највећа опозиција је коалиција Социјалдемократске партије, Наше странке и странке Народ и правда. Коалиција Српске демократске странке и Партије демократског прогреса највећа је опозиција у Републици Српској.
На седници Представничког дома одржаној у јануару 2021. године изгласано је неповерење Тегелтији, због лоших резултата током свог мандата на месту председавајућег Савета министара, али је до краја гласања било је јасно да Тегелтија остаје на својој функцији. Три месеца касније, 28. априла, поново је изгласано неповерење Тегелтији на седници Представничког дома, али је он поново остао на својој функцији.

## Извори систем
Три члана Председништва бирају се плуралистички. У Републици Српској бирачи бирају српског представника, док у Федерацији Босне и Херцеговине бирају бошњачке и хрватске чланове. Бирачи регистровани у Федерацији Босне и Херцеговине могу гласати за бошњачког или хрватског кандидата, али не могу гласати за оба.
42 члана Представничког дома бирају се пропорционалним изборним системом отворене листе у две изборне јединице, Федерацији Босне и Херцеговине и Републици Српској. Ове две изборне јединице су накнадно подељене на осам изборних јединица.

## Кандидати за председништво

#### Бошњачки члан
| # | Кандидат | Кандидат          | Партија | Партија                    | Реф.   |
| - | -------- | ----------------- | ------- | -------------------------- | ------ |
| 1 |          | Бакир Изетбеговић |         | Странка демократске акције | [ 11 ] |
| 2 |          | Мирсад Хаџикадић  |         | Платформа за прогрес       | [ 12 ] |
| 3 |          | Денис Бећировић   |         | Социјалдемократска партија | [ 13 ] |

#### Хрватски члан
| # | Кандидат | Кандидат       | Партија | Партија                                            | Реф.   |
| - | -------- | -------------- | ------- | -------------------------------------------------- | ------ |
| 1 |          | Жељко Комшић   |         | Демократски фронт                                  | [ 14 ] |
| 2 |          | Борјана Кришто |         | Хрватска демократска заједница Босне и Херцеговине | [ 15 ] |

#### Српски члан
| # | Кандидат | Кандидат         | Партија | Партија                           | Реф.   |
| - | -------- | ---------------- | ------- | --------------------------------- | ------ |
| 1 |          | Жељка Цвијановић |         | Савез независних социјалдемократа | [ 16 ] |
| 2 |          | Ненад Нешић      |         | Демократски народни савез         | [ 17 ] |
| 3 |          | Војин Мијатовић  |         | Социјалдемократска партија        | [ 18 ] |
| 4 |          | Мирко Шаровић    |         | Српска демократска странка        | [ 19 ] |
| 5 |          | Борислав Бијелић |         | Партија за живот                  | [ 20 ] |

## Резултати

### Председништво
| Кандидат                      | Кандидат                      | Партија                                            | Гласови       | %             |
| Бошњачки члан                 | Бошњачки члан                 | Бошњачки члан                                      | Бошњачки члан | Бошњачки члан |
| ----------------------------- | ----------------------------- | -------------------------------------------------- | ------------- | ------------- |
|                               | Денис Бећировић               | Социјалдемократска партија                         | 330.238       | 57,37         |
|                               | Бакир Изетбеговић             | Странка демократске акције                         | 214.412       | 37,25         |
|                               | Мирсад Хаџикадић              | Платформа за прогрес                               | 30.968        | 5,38          |
| Укупно                        | Укупно                        | Укупно                                             | 575.618       | 100.00        |
| Хрватски члан                 |                               |                                                    |               |               |
|                               | Жељко Комшић                  | Демократски фронт                                  | 227.540       | 55,80         |
|                               | Борјана Кришто                | Хрватска демократска заједница Босне и Херцеговине | 180.255       | 44,20         |
| Укупно                        | Укупно                        | Укупно                                             | 407.795       | 100.00        |
| Српски члан                   |                               |                                                    |               |               |
|                               | Жељка Цвијановић              | Савез независних социјалдемократа                  | 327.720       | 51,65         |
|                               | Мирко Шаровић                 | Српска демократска странка                         | 224.912       | 35,45         |
|                               | Војин Мијатовић               | Социјалдемократска партија                         | 38.655        | 6,09          |
|                               | Ненад Нешић                   | Демократски народни савез                          | 34.955        | 5,51          |
|                               | Борислав Бијелић              | Партија за живот                                   | 8.278         | 1,30          |
| Укупно                        | Укупно                        | Укупно                                             | 634.520       | 100.00        |
|                               |                               |                                                    |               |               |
| Важећи гласови                | Важећи гласови                | Важећи гласови                                     | 1.617.933     | 93,35         |
| Неважећи гласови              | Неважећи гласови              | Неважећи гласови                                   | 46.902        | 2,71          |
| Празни гласови                | Празни гласови                | Празни гласови                                     | 68.371        | 3,94          |
| Укупно гласова                | Укупно гласова                | Укупно гласова                                     | 1.733.206     | 100.00        |
| Регистровани бирачи/излазност | Регистровани бирачи/излазност | Регистровани бирачи/излазност                      | 3.368.666     | 51,45         |
| Извор:                        |                               |                                                    |               |               |